# Ларреа, Хуан
Хуа́н Ларре́а (исп. Juan Larrea, 24 июня 1782, Матаро, Испания — 20 июня 1847, Буэнос-Айрес, Аргентина) — испанский и аргентинский предприниматель, военный и политический деятель, участник провалившегося мятежа Мартина де Альсага и удавшейся Майской революции. Работал в городском совете Буэнос-Айреса, затем вошёл в состав Первой хунты Аргентины — первого независимого правительства. В этом органе он был одним из двух членов, родившихся на территории Испании, вместе с Доминго Матеу.

## Биография

### Ранние годы
Отец Хуана Мартин Рамон де Ларреа служил на таможне города. Мать звали Томаса Эспесо. Хуан Ларреа изучал математику и судоходство и решил стать коммерсантом. Отец умер в 1793 году, и Хуан стал новым главой семьи. Он перевёз семью в столицу вице-королевства Рио-де-ла-Плата Буэнос-Айрес и открыл там склад, где хранились вино, кожа и сахар. Ларреа торговал с Перу, Верхним Перу, Парагваем, Чили и португальской Бразилией. К 1806 году Ларреа стал уважаемым торговцем и членом королевского консулата Буэнос-Айреса. Ему доверили роль представителя Буэнос-Айреса при мадридском дворе.

### Британские вторжения
Во время британских вторжений в Рио-де-Ла-Плата Хуан Ларреа пребывал в Буэнос-Айресе. Из-за отсутствия поддержки со стороны Испании вице-король Сантьяго де Линьерс призвал всех жителей столицы, способных держать оружие, организовывать отряды и оказывать сопротивление вторжению. Ларреа вместе с Хайме Надалем и Гуарда, Хайме Лавальолом и Хосе Олагером Рейнальсом организовал Отряд каталонских добровольцев. Самого Ларреа назначили капитаном этого военного подразделения. Через некоторое время после нескольких поражений британцы были вынуждены покинуть вице-королевство.

### Работа в городском совете Буэнос-Айреса и Майская революция
Бизнес Ларреа продолжал успешно развиваться, и в 1808 году городской совет Буэнос-Айреса назначил его куратором военно-морского патруля, предназначенного для борьбы с контрабандой. Это дало Ларреа возможность продемонстрировать свои навыки и умения в области мореходства. Кроме этого Хуан Ларреа регулярно посещал встречи противников испанского владычества в Южной Америке и в 1809 году присоединился к мятежу Мартина де Альсага. Восстание провалилось, однако революционно настроенные жители вице-королевства продолжали собираться с силами, и в 1810 году в ходе Майской революции вице-король Сантьяго де Линьерс был смещен со своего поста. Несмотря на то, что Ларреа не участвовал в открытых заседаниях городского совета Буэнос-Айреса, на которых определилось будущее вице-королевства, он был назначен членом Первой хунты — первого независимого правительства Аргентины.

### Член Первой хунты
Причины, по которым Ларреа был включён в состав нового правительства, до сих пор окончательно не установлены. Впрочем, это касается и большей части других членов Первой хунты. Одним из факторов, повлиявших на принятие такого решения могла стать влиятельность Хуана Ларреа, как коммерсанта. Также, возможно, что Ларреа был введён в правительство для баланса между сторонниками Мартина де Альсага, к которым относился бизнесмен, и приверженцами Карлоты Жоакины, инфанты испанской, желавшими провозгласить её монархом Рио-де-ла-Плата. Ларреа отказался от зарплаты члена хунты и собирал ресурсы к предстоящей войне за независимость. Вместе с Мануэлем де Сарратеа он разработал новые законы, регулирующие предпринимательство в Аргентине. Ларреа также добился изгнания бывшего вице-короля Бальтасара Идальго де Сиснероса, и из соображений предосторожности подкупил капитана судна, на котором перевозили испанского наместника, чтобы корабль избегал любой суши на своём пути до достижения Канарских островов. Хуан поддержал смертный приговор Сантьяго де Линьерсу, попытавшемуся совершить контр-переворот. В хунте Ларреа стал сторонником Мариано Морено и вместе с ним оппонировал президенту правительства Корнелио Сааведра. Коммерсант проголосовал за включение в хунту депутатов из других городов, хотя поначалу был против этого предложения. Оно было задумано Сааведра для уменьшения влияния Морено в правительстве.
Предложение было поддержано большинством членов Первой хунты, которая была переименована в «Великую хунту». Мариано Морено вскоре вынужден был подать в отставку и через некоторое время умер, однако это не ослабило конфликт между моренистами и саавдристами. Последние 5-6 апреля 1811 года подняли восстание с целью отправки в отставку всех оставшихся моренистов, включая Ларреа, которого обвинили в угрозе общественной безопасности и отправили сперва в Лухан, а затем в Сан Хуан.

### Ассамблея XIII года

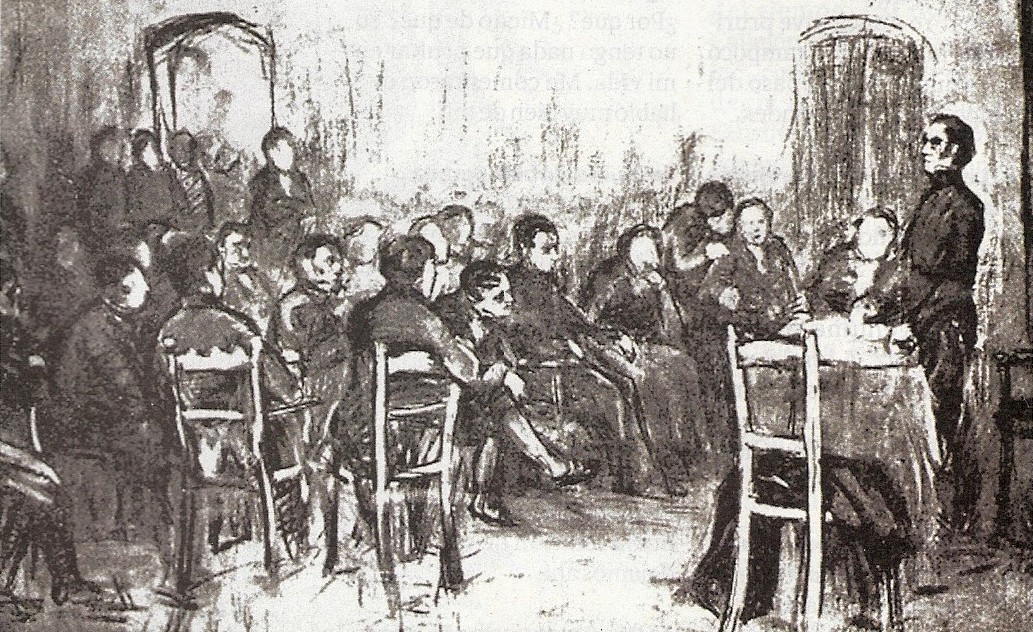
Заседание

Ларреа вынужден был покинуть политику и начал заниматься предпринимательской деятельностью в Сан-Хуане. Но революция 8 октября 1812 года вернула моренистов к власти, а Ларреа сог вернуться в Буэнос-Айрес. Ларреа стал депутатом Ассамблеи XIII года от Кордовы.
В Ассамблеи Хуан провёл новый таможенный закон, который установил налогообложение почти на весь импорт в Соединённые провинции Южной Америки. Исключениями был только ввоз станков, научных приборов, книг, оружия и военных припасов. Он также организовал местный монетный двор и помощь Северной армии. Председатель Ассамблеи постоянно сменялся; Ларреа занимал этот пост занимал с 30 апреля по 1 июня 1813 года. За это время был принят закон, запрещающий пытки, отменены все дворянские титулы и утвержден гимн Аргентины.
Ларреа также короткое время работал во Втором Триумвирате, заменив Хосе Хулиана Переса на посту министра финансов. 31 января 1814 года этот орган передал власть Верховному правителю Хервасио Антонио де Посадасу, который сконцентрировал в своих руках всю полноту власти. Новый глава государства был обеспокоен проблемой Монтевидео, расположенного недалеко от Буэнос-Айреса, который всё ещё оставался под контролем роялистов. Из-за близости к столице республики главный город сторонников королевской власти представлял постоянную угрозу. Новый Верховный правитель, Карлос Мария де Альвеар дополнил уже начавшуюся осаду Монтевидео морской блокадой, в которой большую роль сыграл Хуан Ларреа благодаря своему большому опыту. Альвеар разработал стратегию, а Ларреа занялся финансовой стороной вопроса. Коммерсант составил отчёт о характере, стоимости и силе предполагаемого флота, а также о необходимых моряках и капитанах. Ларреа также назначил ирландского адмирала Уильяма Брауна командовать атакой. Роялисты были окончательно разбиты в июне 1814 года.
Ларреа не ладил с Брауном, который постоянно обвинял Хуана в ссорах, дефиците снабжения и даже недовольстве среди моряков. Буэнос-Айрес в то время не обладал давней военно-морской традицией, поэтому большинство людей, задействованных во флоте, были иностранцами. В результате у них не было большого желания сражаться. После взятия Монтевидео Ларреа приказал Брауну отчитываться напрямую военному министру, а не вести переговоры с ним. Тем не менее, разногласия между ними продолжались. Из-за экономического кризиса, начавшегося после войны, Ларреа продал все захваченные корабли и суда, бывшие тогда в собственности государства. Матросы утверждали, что не получили свои зарплату, награду за победу и комиссионные от продажи флота. Ларреа ушёл в отставку после подписания заказа на создание пехотного и кавалерийского полков для Андской армии. Альвеар был вынужден покинут пост Верховного правителя после мятежа Игнасио Альварес Томас, а все члены администрации были преданы суду. Ларреа был обвинен в злоупотреблении полномочиями, мошенничестве и хищении средств из государственной казны. Всё имущество коммерсанта было конфисковано, а сам он выслан из страны.

### Последние годы
После депортации Ларреа переехал во Францию в город Бордо и занялся там бизнесом вместе с некоторыми старыми партнёрами. Он продолжал свою давнюю переписку с будущим президентом Аргентины Бернардино Ривадавия и в 1818 году переехал в Монтевидео, принадлежавший тогда Соединённому королевству Португалии, Бразилии и Алгарве. Уже в 1822 году Лареа получил возможность вернуться в Буэнос-Айрес благодаря новому закону, подразумевающему всеобщую амнистию.
Когда Ларреа вернулся в Буэнос-Айрес, он решил не заниматься политической деятельностью и сконцентрироваться на коммерции. Хуан организовал почтовое сообщение между столицей Соединённых провинций и французским городом Гавром, но это предприятие провалилось. Затем Ларреа занялся животноводством в Монтевидео и Буэнос-Айресе. Он был назначен консулом Соединённых провинций губернатором Буэнос-Айреса и главой Аргентинской конфедерации Мануэлем Доррего. Хуан вновь уехал в Бордо, где пытался улучшить экономические связи между Аргентиной и Францией.
Ларреа покинул пост консула в 1830 году вскоре после назначения Хуана Мануэля де Росаса губернатором Буэнос-Айреса и в очередной раз вернулся в частное предпринимательство. Однако он потерпел неудачу и был вынужден в дальнейшем постоянно менять место жительства. В разное время он жил в Монтевидео, Колонии-дель-Сакраменто и Бордо, но через некоторое время снова поселился в Буэнос-Айресе. 20 июня 1847 года Хуан Ларреа совершил самоубийство, будучи последним оставшимся в живых членом Первой хунты.